# Dr. T és a nők
A Dr. T és a nők (eredeti címe: Dr. T & the Women) egy 2000-ben bemutatott amerikai romantikus vígjáték Robert Altman rendezésében. A forgatókönyvet Anne Rapp írta. A produkció főszerepében Richard Gere, Helen Hunt, Farrah Fawcett és Laura Dern.
A film a 2000-es Velencei Nemzetközi Filmfesztiválon debütált szeptember 1-jén, és Arany Oroszlán díjra jelölték.

## Cselekmény
Dr. Sully Travis, szimplán csak Dr. T, Texas leggazdagabb hölgyeinek dallasi nőgyógyásza, akinek az élete kezd darabjaira hullani. Felesége, Kate, elmegyógyintézetbe kerül, miután vásárlás után meztelenül megfürdött a bevásárló központ szökőkútjában. Állapotát a (kitalált) Hesztia-komplexusnak tulajdonítják, ami felsőosztálybeli nőket érint, akik túl sok szeretet kapnak és mindenük megvan, ezért az elméjük visszatér a gyerekkorba. Mikor Dr. T meglátogatja feleségét, Kate visszautasítja a csókjait, és a férfi tudja, hogy nem tud rajta segíteni.
Dr. T lánya, Dee Dee a közelgő esküvőjét tervezi annak ellenére, hogy titokban romantikus viszonyt folytat Marilynnel, egy közeli barátnőjével az egyetemről, és egyben a leendő tanújával. Dr. T másik lánya, Connie összeesküvés-elméleteket sző, és végül elárulja apjának, hogy Dee Dee és Marilyn szeretők, amit később Dr. T is belát Marilyn egy vizsgálatakor.
Dr. T hűséges titkárnője, Carolyn romantikus érzelmeket táplál iránta, amelyek nem kölcsönösek: egy alkalommal Carolyn titokban levetkőzik neki az irodában, de Dr. T zavartan távozik. Eközben a férfi alkoholista sógornője, Peggy akaratlanul is minden helyzetbe belekeveredik, amibe csak belebotlik. A nő jelenleg elvált, és három lányával beköltözött a házába.
A golfklubjában ismerkedik meg Bree-vel, aki később jóbarátja és szeretője lesz az orvosnak. Dee Dee esküvőjét elmossa a vihar, ezért faképnél hagyja a vőlegényét, és megcsókolja Marilynt, majd távoznak. Dr. T ezen felbuzdulva Bree házához hajt, hogy meggyőzze, szökjön meg vele, és minden kívánságát teljesíti, azonban Bree nem erre vágyik. Az orvos csalódottan továbbhajt egyenesen a viharba, majd egy tornádóba kerül. A tornádó elrepíti egy sivatagi síkságra, ahol spanyolul beszélő emberek találnak rá. Felismerve, hogy orvos, elvezetik a falujukba, ahol egy lány éppen vajúdik. Dr. T átveszi az irányítást, és segít világra hozni a babát, és örül hogy: fiú!

## Szereplők
| Szerep            | Színész        | Magyar hangja          |
| ----------------- | -------------- | ---------------------- |
| Dr. T             | Richard Gere   | Szakács Sándor         |
| Bree              | Helen Hunt     | Fullajtár Andrea       |
| Kate              | Farrah Fawcett | Vándor Éva             |
| Peggy             | Laura Dern     | Kiss Mari              |
| Carolyn           | Shelley Long   | Csere Ágnes            |
| Connie            | Tara Reid      | Nemes Takách Kata      |
| Dee Dee           | Kate Hudson    | Balázsovits Edit       |
| Marilyn           | Liv Tyler      | Zsigmond Tamara        |
| Harlan            | Robert Hays    | Sinkovits-Vitay András |
| Bill              | Matt Malloy    | Várkonyi András        |
| Eli               | Andy Richter   | Csuja Imre             |
| Dr. Harper        | Lee Grant      | Menszátor Magdolna     |
| Dorothy Chambliss | Janine Turner  | n.a                    |
| Joanne            | Holly Pelham   | Fehér Anna             |

további magyar hangok: Bognár Gyöngyvér, Bokor Ildikó, Halász Aranka, Incze Ildikó, Kassai Ilona, Létay Dóra, Orosz Anna, Oroszlán Szonja, Vennes Emmy

## Fogadtatás
A film általánosságban kedvező kritikákat kapott, a Rotten Tomatoeson 57%-os minősítést ért el 108 értékelés alapján, az összefoglaló szerint: „Minőségét tekintve a Dr. T és a nők Altman egy jó, de nem nagyszerű filmje. A tipikus Altman-stílusban nagyszerű színészgárdát vonultatnak fel, köztük Richard Gere csodálatos alakításával”. A MetaCritic 64 pontot adott a 100-ból 35 vélemény alapján.
A Dr. T és a nők veszteséges volt a mozikban, a Box Office Mojo 23 milliós költségvetés mellett 22 milliós bevételt számlált.
A produkció a 2000-es Velencei Nemzetközi Filmfesztiválon debütált szeptember 1-jén, és Arany Oroszlán díjra jelölték.

## Fontosabb díjak és jelölések
| Esemény                                             | Díj                | Kategória          | Eredmény |
| --------------------------------------------------- | ------------------ | ------------------ | -------- |
| Velencei Nemzetközi Filmfesztivál: 2000-es díjátadó | Arany Oroszlán díj | Arany Oroszlán díj | Jelölve  |